# Plaza del Senado (San Petersburgo)

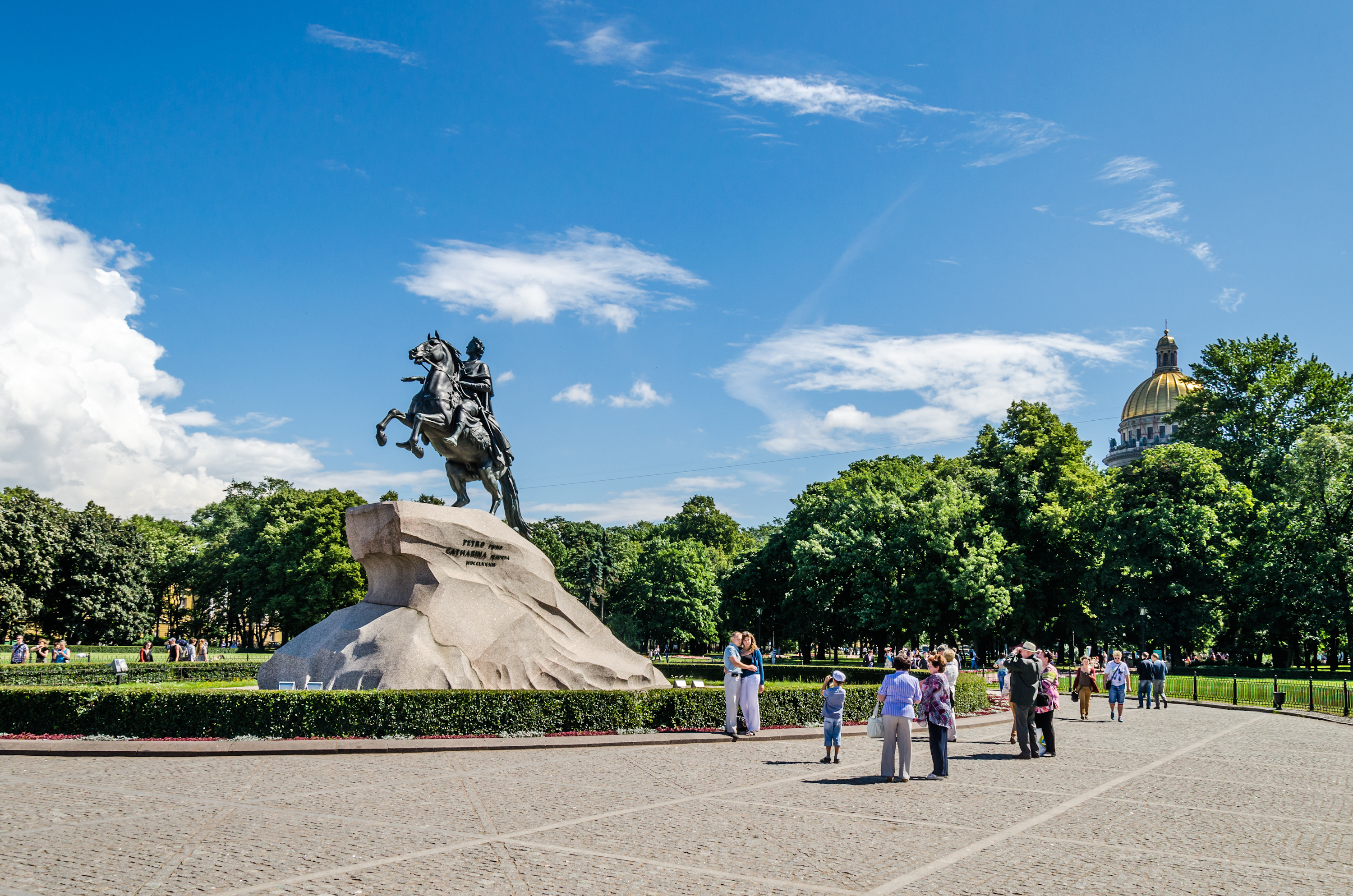
La plaza del Senado con el monumento del Caballero de Bronce.

La Plaza del Senado (del ruso: Сенатская площадь), conocida como la Plaza de los Decembristas (Площадь Декабристов) entre 1925-2008, y la Plaza de Pedro (Петровская площадь) antes de 1925; es una plaza de la ciudad de San Petersburgo, Rusia. Está situada en la orilla izquierda del río Bolshaya Nevá, frente a la Catedral de San Isaac. En 1925 fue renombrada Plaza de los Decembristas para conmemorar la Rebelión Decembrista, que tuvo lugar allí en 1825.
La plaza está delimitada por el edificio del Almirantazgo al este. En el oeste está el edificio del Senado y el Sínodo (ahora sede de la Corte Constitucional de Rusia). El monumento del Caballero de Bronce adorna la plaza. El 29 de julio de 2008 la plaza cambió su nombre al actual Plaza del Senado.